# 스콧 울프
스콧 울프(Scott Wolf, 1968년 6월 4일 ~ )는 미국의 배우이다.

## 출연 작품

### 텔레비전
- 베이사이드 얄개들 (1990-92)
- 파티 오브 파이브 (1994-2000)
- 새터데이 나이트 라이브 (1998)
- 이야기 도시 (2001)
- 에버우드 (2004-06)
- CSI: 뉴욕 (2008)
- V (2009-11)
- NCIS (2011-12)
- 퍼셉션 (2013-15)
- 나이트 시프트 (2014-17)
- 낸시 드류 (2019-23)

### 영화
- 더블 드래곤 (1994)
- 화이트 스콜 (1996)
- 고 (1999)